# Wölsendorfite
La wölsendorfite è un minerale di uranio, piombo e calcio, inizialmente rinvenuto a Wölsendorf (Baviera) e descritto da J. Protas nel 1957.

## Abito cristallino
Si rinviene in cristalli isolati, in piccole masse cristalline o sferulitiche oppure in noduli raggiati.

## Località di ritrovamento
Rinvenuta a Wölsendorf (Baviera) entro fessure della roccia, associata a fluorite; a Shinkolobwe (Katanga); al Grand Lac de l'Ours (Canada), su pechblenda; a Kersegalec (Lignol, Morbihan), associata a pechblenda.